# Stomp boogsterrenmos
Stomp boogsterrenmos (Plagiomnium ellipticum) is een mossoort uit de sterrenmosfamilie (Mniaceae).

## Determinatie
Het mos heeft meestal rechtopstaande, maar soms gebogen, niet-vruchtbare stengels. De scheuten kunnen tot 9 cm lang worden. De bladeren zijn 5-6 mm lang en hebben langwerpige cellen die diagonaal gerangschikt zijn. Het voorkomen van sporenkapsels is zeer zeldzaam.

## Verwarrende soorten
Stomp boogsterrenmos is soms vrij lastig op naam te brengen en verwisseling met rond boogsterrenmos (P. affine) komt nogal eens voor. Een handig veldkenmerk is dat stomp boogsterrenmos nooit lange rizoïden aan de stengel heeft, maar vaak wel veel korte rizoïden

## Ecologie
Stomp boogsterrenmos groeit op vochtige, voedselarme tot matig voedselrijke plaatsen, die zowel open als beschaduwd kunnen zijn, bijvoorbeeld moerasbossen, getijdengrienden, rietlanden en trilvenen. De soort komt verspreid over het land voor met uitzondering van de zeekleigebieden. Wanneer de omstandigheden gunstig zijn, kan ze in fraaie grote populaties voorkomen. Meestal vindt je deze soort in gebieden, die door de mens min of meer met rust worden gelaten. 

## Verspreiding
Stomp boogsterrenmos komt voor vrij zeldzaam voor in Nederland. Er zijn vooral veel waarnemingen uit Noordwest-Overijssel en van de beekdalen in Brabant. Verder bleek tijdens een revisie van de Boogsterrenmossen van de Biesbosch, dat deze soort daar ook aardig vertegenwoordigd is, terwijl er geen enkele collectie tussen zat van P. affine.

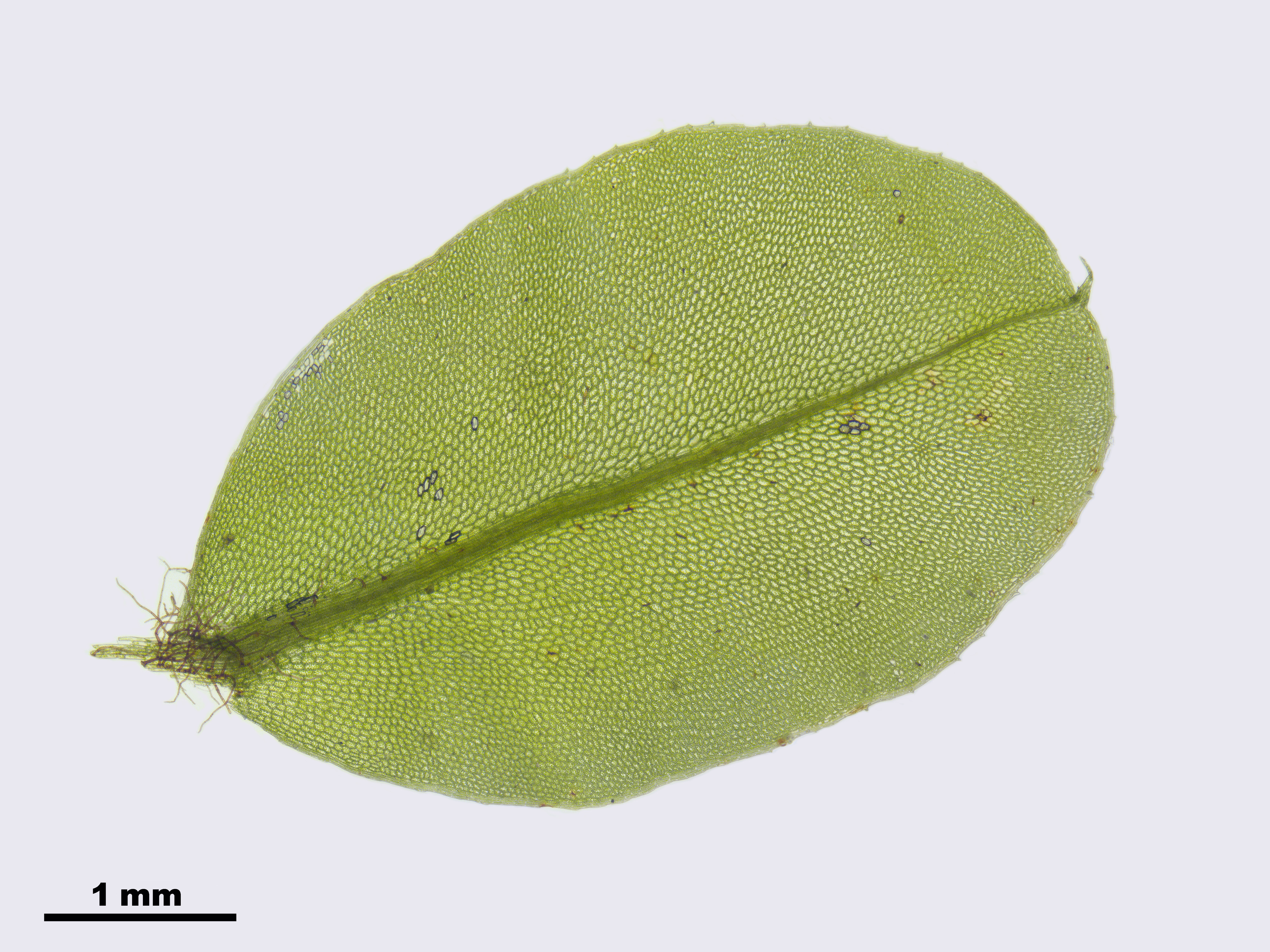
Blad
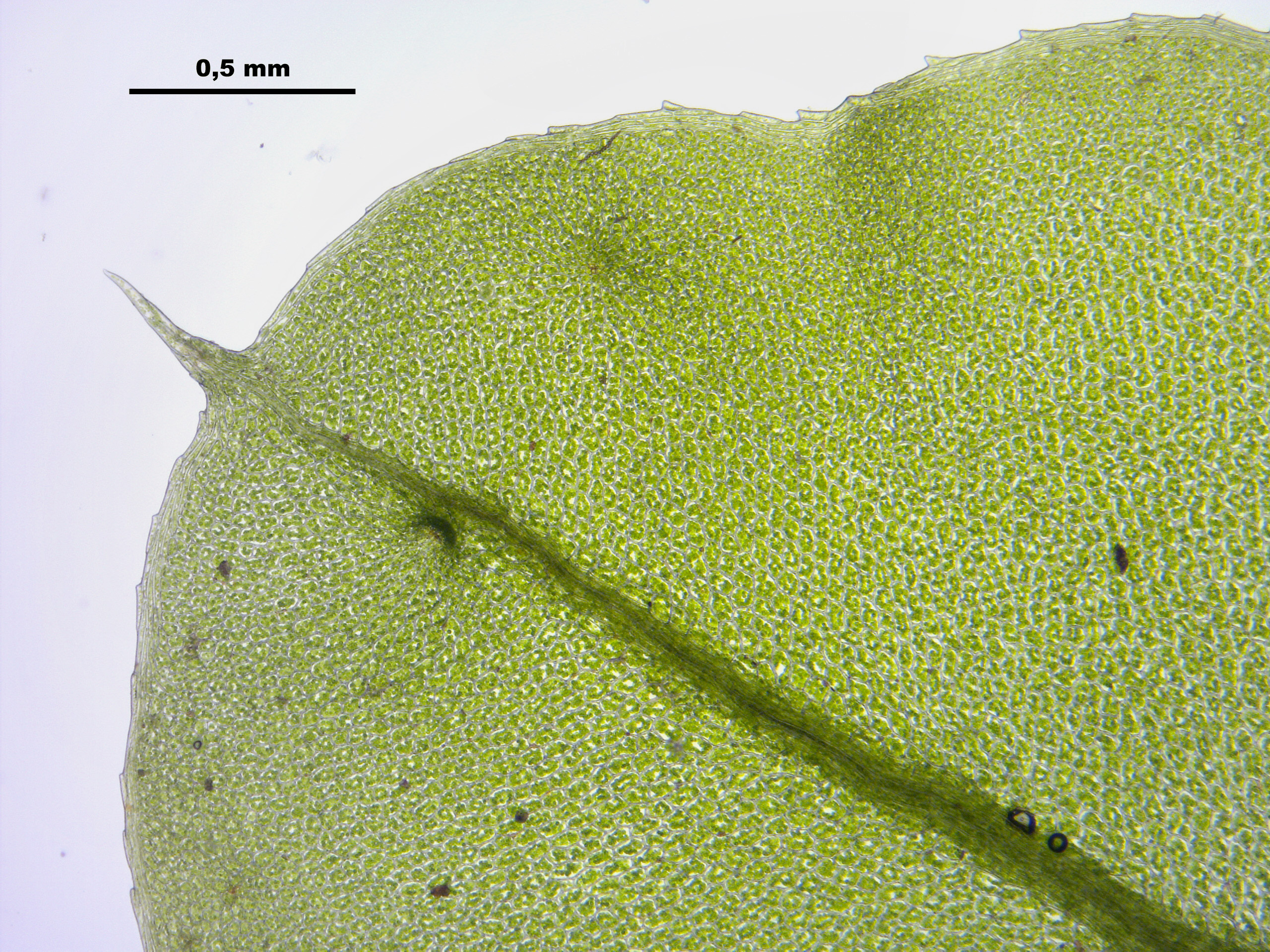
Bladtop
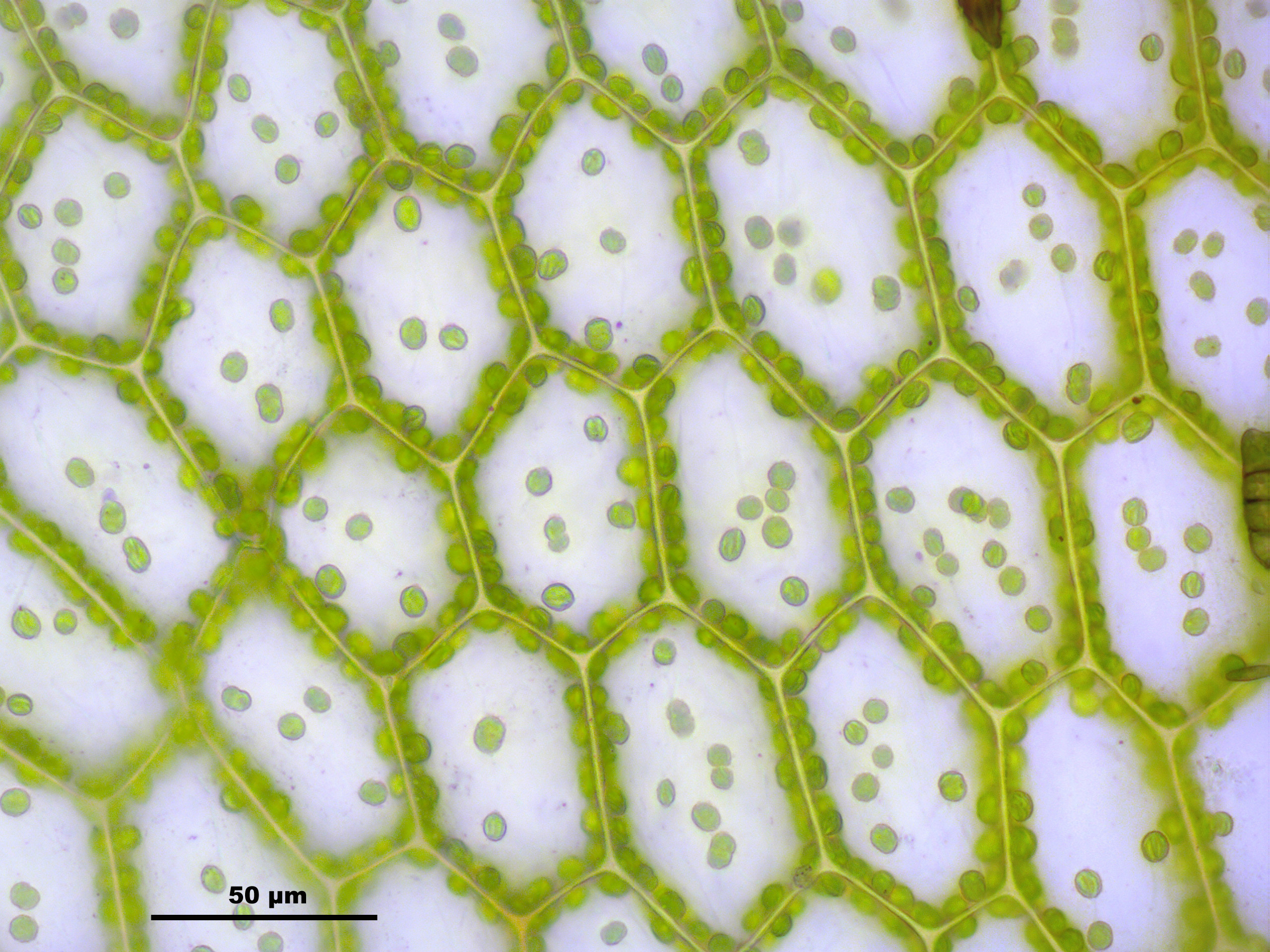
Bladcellen
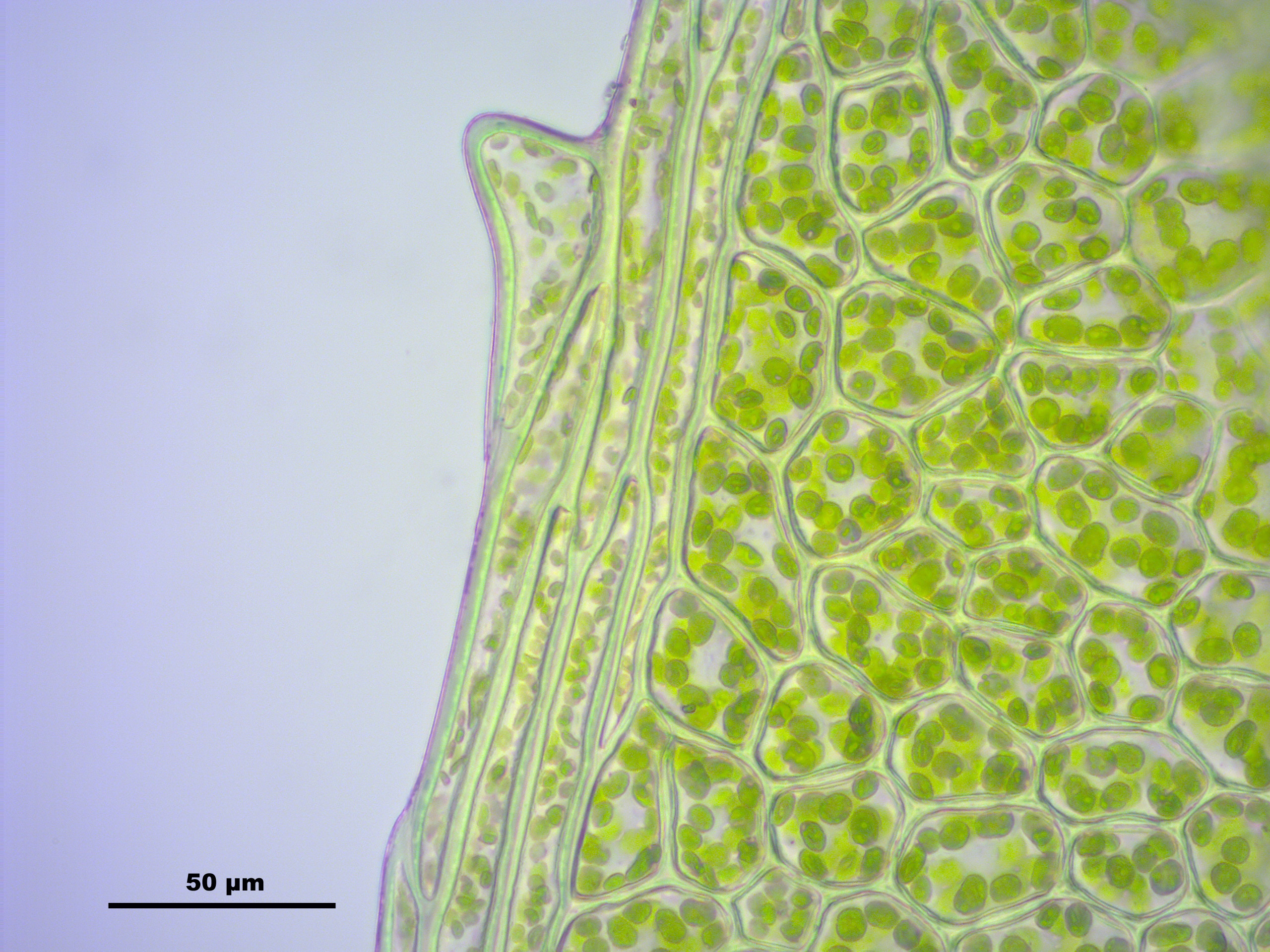
Bladcellen bladrand
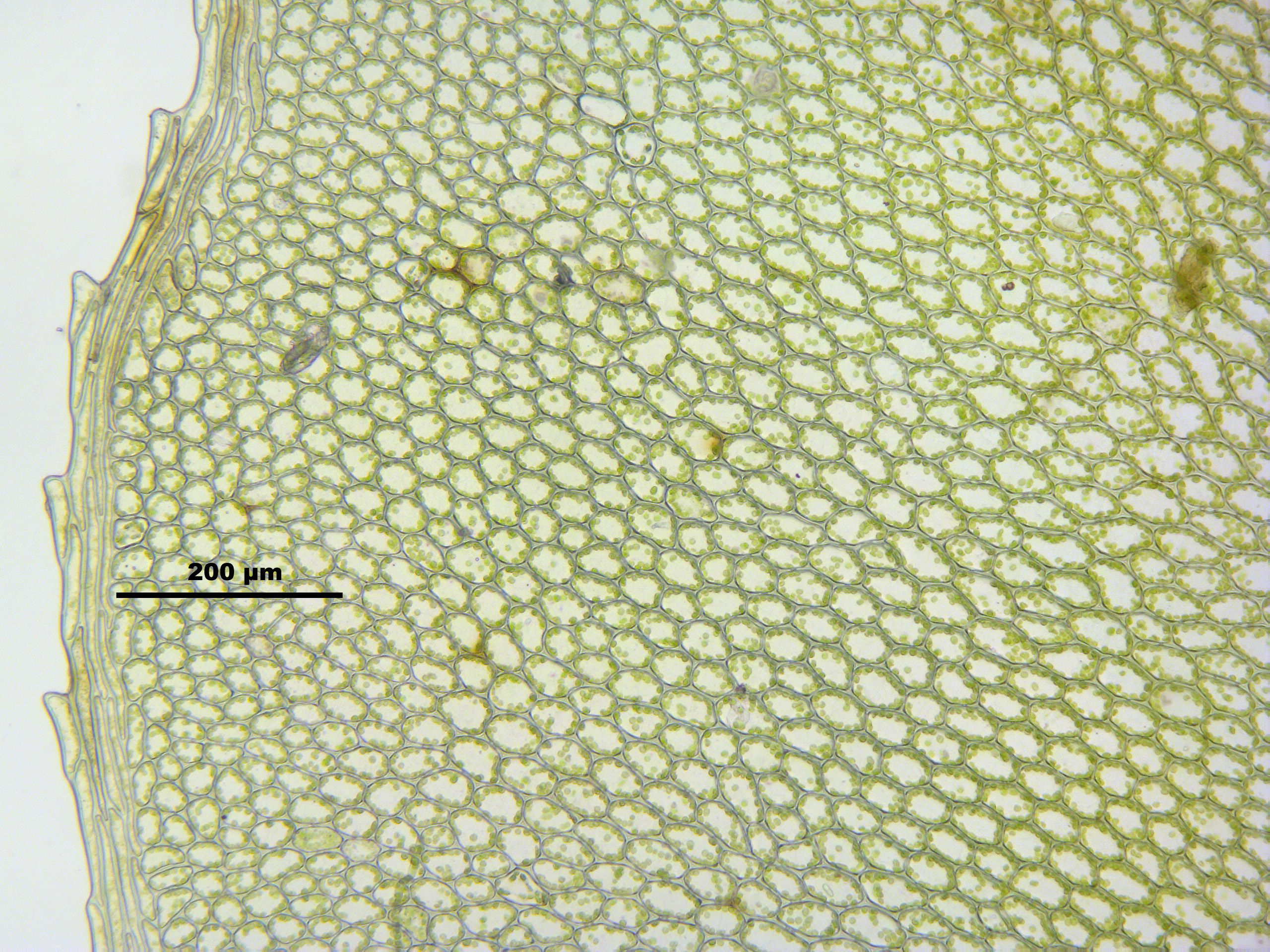
Tanden
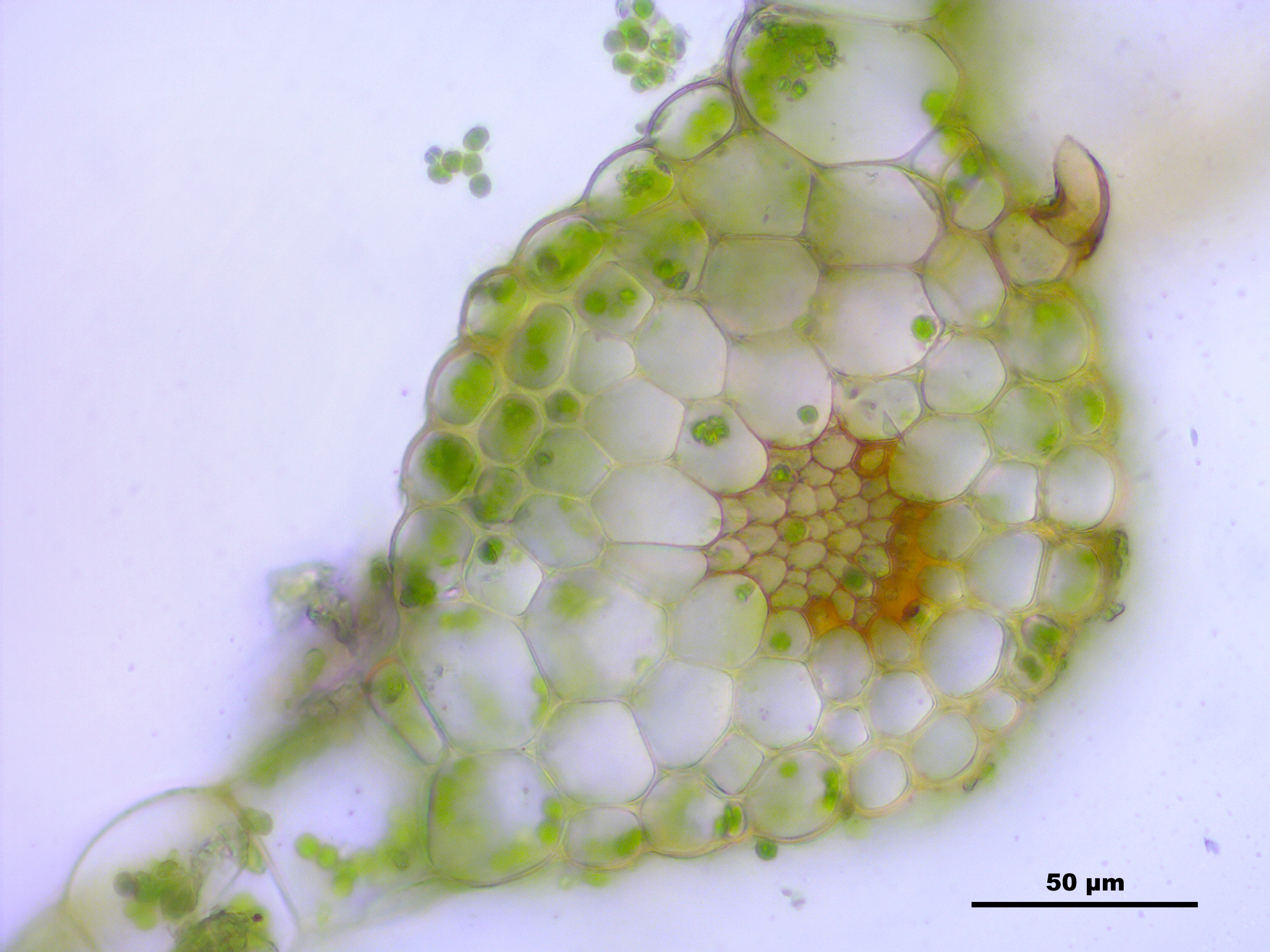
Doorsnede bladnerf
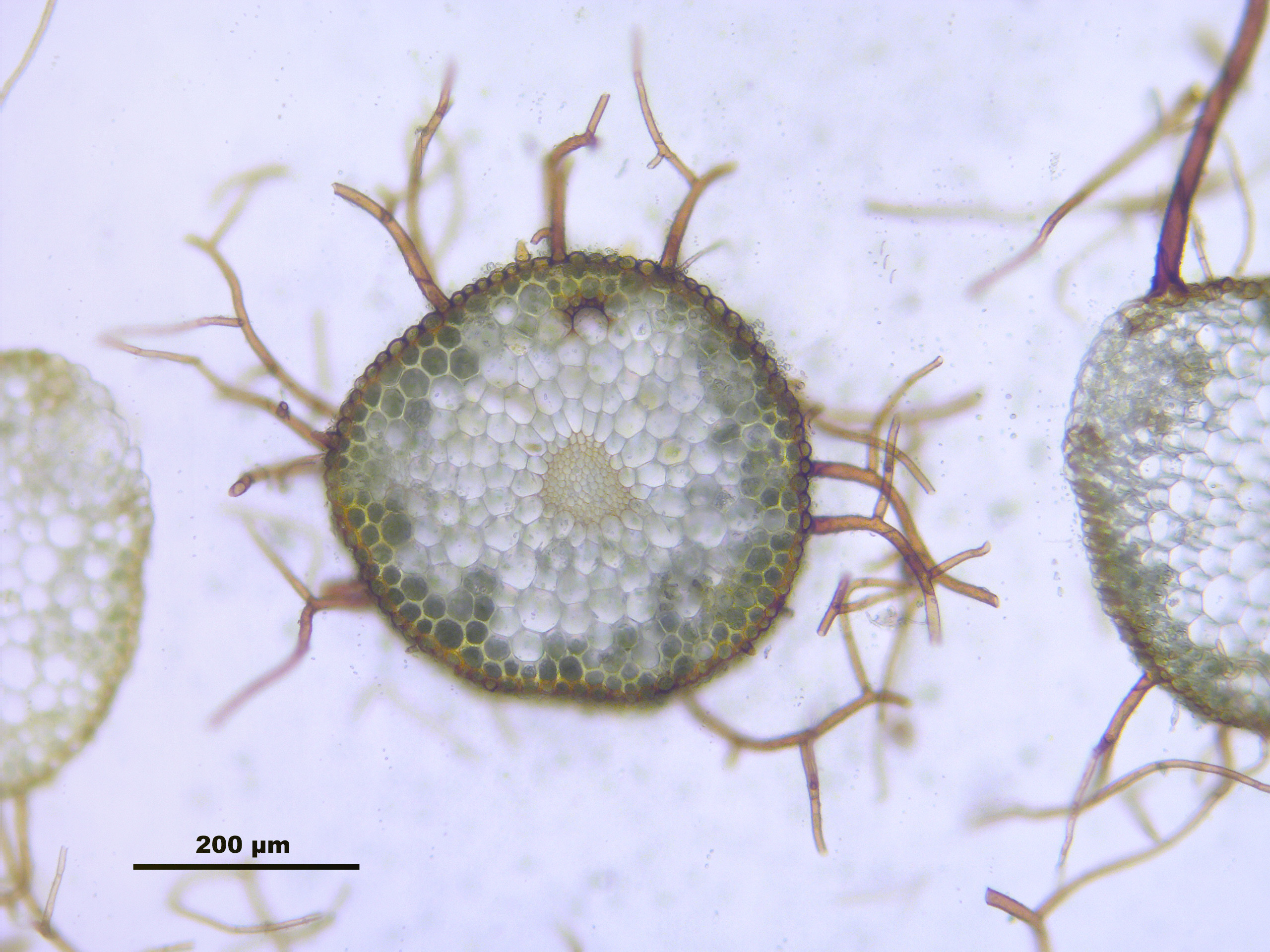
Doorsnede stengel
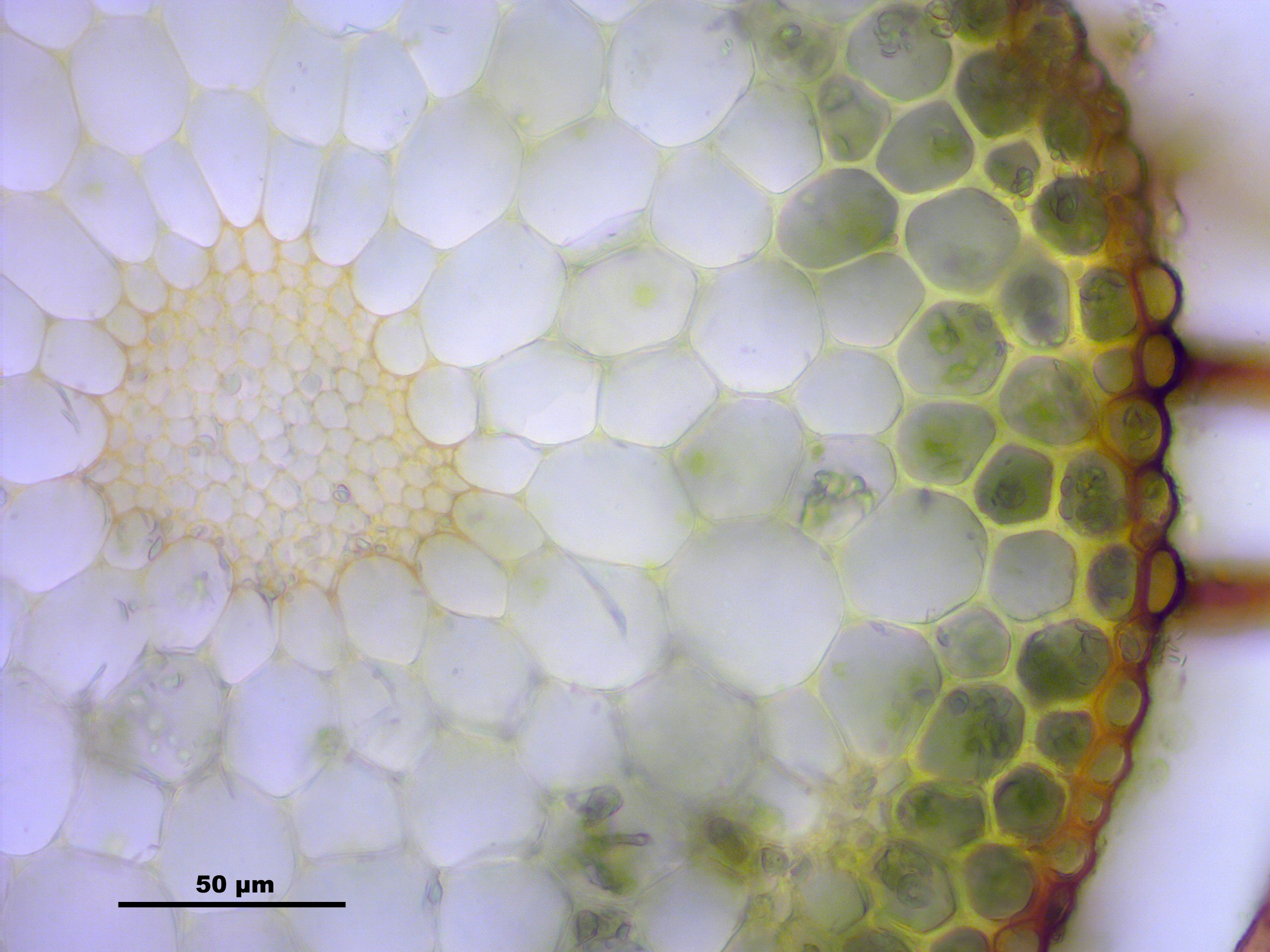
Doorsnede stengel